# Julio Valentín González
Julio Valentín González (ur. 26 sierpnia 1981 w Asunción) – paragwajski piłkarz, napastnik, reprezentant kraju.

## Kariera przed wypadkiem
Na poważnie w piłkę zaczął grać w Guarani Asuncion, gdzie w wieku 20 lat zdobył 10 bramek w zaledwie 12 meczach. Dysponujący znakomitymi warunkami fizycznymi piłkarz szybko dostał ofertę transferu do Europy i wkrótce zawitał w Vicenzy. Wobec sporej konkurencji w drużynie, nie zdołał wywalczyć miejsca w składzie i został wypożyczony do argentyńskiego klubu Huracan Buenos Aires. Po powrocie do Włoch wciąż miał problemy z załapaniem się do składu swojego klubu, więc tym razem trafił do Tacuary, a następnie do Nacionalu Asuncion, klubów w rodzinnym Paragwaju. Ostatecznie w sezonie 2004/2005 wywalczył miejsce w pierwszej jedenastce Lanerossi i wystąpił w 23 spotkaniach Serie B. Nie imponował jednak skutecznością strzelecką. Zmieniło się to dopiero w kolejnym sezonie, kiedy to był zdecydowanie najlepszym napastnikiem klubu z Via Schio, strzelając 8 bramek w 15 meczach.

## Wypadek
W grudniu 2005 Julio Valentín González oraz Gerardo Ruben Grighini brali udział w wypadku samochodowym, w wyniku którego Grighini doznał złamania nogi, a Julio Valentín González ucierpiał na tyle, iż musiała mu zostać amputowana lewa ręka. Julio Valentín González mimo tej tragedii cały czas chciał wrócić do uprawiania sportu i liczył na zgodę lekarzy oraz władz związkowych, by móc występować z protezą. Klub, solidaryzując się z piłkarzem, przedłużył z nim kontrakt. Również na forach internetowych kibice Vicenzy dawali wyraźne znaki solidarności z piłkarzem, choćby przez bannery o treści: „Julio non mollare”.

## Kariera po wypadku
W 2007 roku w końcu udało się Gonzalezowi wznowić karierę piłkarską, kiedy to zagrał mecz w barwach paragwajskiego klubu Tacuary. Karierę skończył w 2008 w drugoligowym Club Presidente Hayes.